# Mar de Lázarev

Mar de Lázarev como parte del océano Antártico.

El mar de Lázarev (en ruso: Море Ла́зарева) es un mar marginal del océano Antártico. Se encuentra entre el mar del Rey Haakon VII al oeste y el mar de Riiser-Larsen, al este. La barrera de hielo Fimbul sobre el meridiano de Greenwich (0° 0') es el límite occidental del mar de Lázarev, mientras que la cordillera submarina Astrid (14° E) lo separa del mar de Riiser-Larsen.
La profundidad media es de 3000 metros y la profundidad máxima supera los 4500 metros. El mar se extiende sobre un área total de 929 000 km². Fue nombrado en honor al almirante y explorador ruso Mijaíl Lázarev.
Al sur del mar de Lázarev se encuentra la costa de la Princesa Astrid, que forma parte de la Tierra de la Reina Maud, reclamada por Noruega.